# Indépendance du poursuivant
En droit canadien, l'indépendance du poursuivant est une convention constitutionnelle qui découle du principe de la primauté du droit. Elle également appelée le principe Shawcross puisqu'elle tire ses origines d'une déclaration  faite par lord Hartley Shawcross à la Chambre des communes du Royaume-Uni en 1951 :

« La responsabilité d'une décision éventuelle incombe au procureur général, et celui-ci ne doit pas être, et n'est pas, sujet à des pressions de la part de ses collègues à cet égard. Si des considérations politiques se présentent et, au sens large que j'ai indiqué, influent sur le gouvernement d'un point de vue théorique, c'est le procureur général qui doit en être le seul juge et les aborder d'un point de vue judiciaire. »

La Cour suprême du Canada fait explicitement référence à cette convention constitutionnelle dans l'arrêt Krieger c. Law Society of Alberta. Elle y fait également référence de manière implicite dans l'arrêt affaire Roncarelli, dans le Renvoi relatif à la sécession du Québec  et dans le Renvoi relatif aux droits linguistiques au Manitoba
Le principe de l'indépendance du poursuivant a notamment été réaffirmé dans le rapport Trudeau II du Commissaire à l'éthique fédéral Mario Dion, dans le contexte de l'affaire SNC-Lavalin.